# Elkarri
Элькарри, Elkarri (на баскском означает «Один другому» или «Взаимно») — организация, которая стремилась к мирному разрешению баскского конфликта.

## История
Основана в 1992 году. Её основателями были члены Баскского национально-освободительного движения, разочаровавшиеся в политическом насилии. По мере того как росло число членов организации, она охватывала другие политические точки зрения, в конечном итоге перейдя к умеренному национализму Баскской националистической партии и Баскской солидарности. В 2000 году в Элькарри насчитывалось около 2500 членов и 13 штатных сотрудников.
Элькарри утверждала, что баскский конфликт имеет глубокие исторические корни и может быть решён только путём политического урегулирования между ЭТА и правительством Испании.
В 2006 году Элькарри разделилась на две организации: Локарри и Бакетик. Локарри организовала Международную мирную конференцию Доностия-Сан-Себастьян в 2011 году, которая привела к «окончательному прекращению вооружённой деятельности» ЭТА. Локарри распалась в 2015 году.